# Округ О Клер (Висконсин)
О Клер (енгл. Eau Claire County) је округ у америчкој савезној држави Висконсин.

## Демографија
По попису из 2010. године број становника је 98.736, што је 5.594 (6,0%) становника више него 2000. године.
| Група             | 2000.          | 2010.          |
| Белци             | 87.936 (94,4%) | 90.918 (92,1%) |
| Афроамериканци    | 482 (0,5%)     | 874 (0,9%)     |
| Азијати           | 2.344 (2,5%)   | 3.297 (3,3%)   |
| Хиспаноамериканци | 879 (0,9%)     | 1.804 (1,8%)   |
| Укупно            | 93.142         | 98.736         |